# باوان كاليان
باوان كاليان (من مواليد 2 سبتمبر 1968 أو 1971 في كونيديلا كليان بابو هو ممثل هندي وسياسي ومخرج سينمائي وفنان عسكري و يعمل بشكل أساسي في سينيما التيلجو . معروف بأسلوبه و طريقته المميزة في الاداء، ولديه قاعدة جماهيرية كبيرة .أحد الممثلين لهم أجرًا كبيرا في السينما الهندية، وقد ظهر في قائمة فوربس الهند ' 100 منذ عام 2013 وحصل على جائزة فيلم فير ، وجائزة سينمائية وجائزة سانتو شامال سينمائية وهو أيضًا مؤسس حزب جانا سينا
ظهر كاليان لأول مرة في التمثيل في فيلم عام 1996 فيلم اكادا امايي ايكادا ابايي لكنه صعد إلى الصدارة من خلال الدراما جوكيلمالو سيتا (1997) و سوسوغاتهان (1998). حقق النجومية لأدائه في ثولي بريما (1998)، الذي فاز بجائزة الفيلم الوطني لأفضل فيلم روائي طويل في التلجو في ذلك العام. أسس كاليان نفسه كممثل رئيسي بمشاريع ناجحة مثل تامودو(1999)، البدر(2000